# Born (Westheide)
Born ist ein Ortsteil der Gemeinde Westheide im Norden des Landkreises Börde in Sachsen-Anhalt.

## Geografie
Born liegt im südwestlichen Teil der Colbitz-Letzlinger Heide, einem der größten zusammenhängenden Heidegebiete Mitteleuropas. Die Umgebung ist sehr waldreich und fällt nach Westen (zum Ohretal) allmählich ab. Die Kreisstadt Haldensleben ist ca. 12, die Landeshauptstadt Magdeburg ca. 35 km entfernt. Die Gemarkung des Ortsteils grenzt im Norden an den Altmarkkreis Salzwedel.

## Geschichte
Historisch ist Born mit dem Flecken Calvörde verbunden, dieser gehörte zur Exklave des Fürstentums Braunschweig-Wolfenbüttel. Der Ort lag im ehemaligen Halbgericht, einem Gebiet das jeweils zur Hälfte vom Erzstift Magdeburg und dem Haus Braunschweig beansprucht wurde. Born kam 1571 zum Amt Calvörde, nachdem Calvörde von Herzog Julius von Braunschweig eingelöst und mit dem Halbgericht (mit Born, Dorst, Uthmöden und Zobbenitz) vereinigt wurde.
 Das Amt Calvörde bestand bis zum Jahre 1945.  
Born gehörte zu der am 1. Januar 2005 gegründeten Verwaltungsgemeinschaft Elbe-Heide, zu der 16 Mitgliedsgemeinden gehörten.
Am 1. Januar 2010 schlossen sich die bis dahin selbstständigen Gemeinden Born, Hillersleben und Neuenhofe zur neuen Gemeinde Westheide zusammen.

## Wappen und Flagge
Das Wappen wurde am 27. Oktober 1994 durch das Regierungspräsidium Magdeburg genehmigt.
Blasonierung: „In Silber auf grünem Schildfuß ein roter Brunnenring mit schwarzem Galgen.“
Die Flagge von Born zeigt die Farben rot/weiß mit aufgelegtem Wappen.

## Wirtschaft und Infrastruktur
Die Region östlich von Born wird bis heute zu einem großen Teil von der Bundeswehr als Truppenübungsplatz Altmark in Letzlingen (Gefechtsübungszentrum Heer) genutzt. Bis Anfang der 1990er Jahre waren nahe Born sowjetische Truppen stationiert, unter anderem die 448. Raketen-Brigade.
Born liegt an der Bundesstraße 71, die das westliche Heidegebiet in Nord-Süd-Richtung erschließt. Für mehrere Jahrzehnte war auf 40 Kilometern Länge (von Uchtspringe bis Haldensleben) eine Ost-West-Querung der Colbitz-Letzlinger Heide unmöglich. Seit 2004 ist eine Querverbindung von Born/Hütten nach Colbitz (an der B 189) für den Straßenverkehr freigegeben, was die größeren Umwege etwas lindert. In der Kreisstadt Haldensleben besteht Bahnanschluss nach Magdeburg und Wolfsburg.

## Belege
1. ↑  StBA: Gebietsänderungen vom 01. Januar bis 31. Dezember 2010